# Durandiella pseudotsugae
Durandiella pseudotsugae är en svampart som beskrevs av A. Funk 1962. Durandiella pseudotsugae ingår i släktet Durandiella och familjen Dermateaceae.   Inga underarter finns listade i Catalogue of Life.